# بنیاد فیلم
بنیاد فیلم یک سازمان غیرانتفاعی مستقر در ایالات متحده است که به حفظ فیلم و نمایش فیلم‌های مرمت شده و کلاسیک اختصاص دارد. این بنیاد توسط کارگردان مارتین اسکورسیزی و چندین فیلمساز برجسته دیگر در سال ۱۹۹۰ تأسیس شد. این بنیاد برای پروژه‌های حفظ فیلم سرمایه و آگاهی جمع می‌کند و برنامه‌های آموزشی در مورد فیلم ایجاد می‌کند.
انواع ترجمه
ترجمه نوشتار
نوشتار مبدأ

## زمینه
بیش از نیمی از فیلم‌های ساخته شده قبل از سال ۱۹۵۰ از دست رفته‌است و فقط ۱۰٪ از فیلم‌های تولید شده در ایالات متحده قبل از ۱۹۲۹ باقی مانده‌اند. حتی فیلم‌های اخیر نیز در حال خراب شدن هستند. به دلیل خطر خراب شدن و کم رنگ شدن رنگ با افزایش سن فیلم‌ها، مارتین اسکورسیزی «مبارزه حفاظت خود را در سال ۱۹۸۰ آغاز کرد»، و هم به صنعت و هم به مردم در مورد این مسئله آگاهی داد.
در سال ۱۹۹۰، اسکورسیزی بنیاد فیلم را به همراه وودی آلن، رابرت آلتمن، فرانسیس فورد کوپولا، کلینت ایستوود، استنلی کوبریک، جورج لوکاس، سیدنی پولاک، رابرت ردفورد و استیون اسپیلبرگ ایجاد کرد که همگی در هیئت مدیره اصلی بنیاد بودند. در سال ۲۰۰۶، پل توماس اندرسون، وس اندرسون، کورتیس هانسون، پیتر جکسون، آنگ لی و الکساندر پین به آنها پیوستند. در سال ۲۰۱۵، کریستوفر نولان نیز به هیئت مدیره پیوست.